# 弗鲁特兰公园 (佛罗里达州)
弗鲁特兰公园（英語：Fruitland Park），是美国佛罗里达州萊克縣下属的一座城市。建立于1927年。面积约为9.5平方公里（约合3.7平方英里）。根据2010年美国人口普查，该市有人口4,078人。论人口在本州排行第226。